# Karl-Henning Rehren
Karl-Henning Rehren (Celle, Baixa Saxônia, 1956) é um físico alemão, que trabalha na área de teoria quântica de campos.

## Formação e carreira
Rehren estudou física em Gotinga, Heidelberga e Friburgo em Brisgóvia. Em 1984 obteve um doutorado com a tese Zur invarianten Quantisierung des relativistischen freien Strings, orientado por Klaus Pohlmeyer em Freiburg. Em 1991 completou a habilitação em Berlim. Desde 1997 leciona na Universidade de Gotinga.

## Publicações
- Klaus Fredenhagen, K.-H. Rehren,  E. Seiler (2007).  Ion-Olimpiu Stamatescu, Erhard Seiler, ed. Quantum Field Theory: Where We Are. Approaches to Fundamental Physics (em inglês). 721. Berlin/Heidelberg: Springer. pp. 61–87. ISBN 978-3-540-71115-5. arXiv:hep-th/0603155. doi:10.1007/978-3-540-71117-9_4
- K.-H. Rehren (setembro de 2000). Algebraic Holography. Annales Henri Poincaré (em inglês). 1. [S.l.: s.n.] pp. 607–623. arXiv:hep-th/9905179v4. doi:10.1007/PL00001009